# سلمان خورشید
سلمان خورشید (انگلیسی: Salman Khurshid؛ زادهٔ ۱ ژانویهٔ ۱۹۵۳) سیاست‌مدار اهل هند است.
وی وزیر امور خارجه هند از اکتبر ۲۰۱۲ تا مه ۲۰۱۴ بود.